# Мстиславское воеводство
Мстисла́вское воево́дство (лат. Palatinatus Mscislaviensis, пол. Województwo mścisławskie) — административно-территориальная единица Великого княжества Литовского (с 1569 входившего в состав Речи Посполитой), существовавшая в 1566—1772 годах.
Воеводство граничило с Минским воеводством на западе и Витебским на северо-западе. Некоторое время в XVII веке Мстиславское воеводство граничило со Смоленским и Черниговским воеводствами, территории которых затем отошли к Русскому государству.

## История
В период феодальной раздробленности территория Мстиславского воеводства входила в состав Смоленского княжества. В 1130-х годах смоленский, а затем киевский великий князь Ростислав Мстиславич заложил город Мстиславль, названный в честь его отца, киевского великого князя Мстислава Великого. В ходе дальнейшего процесса создания удельных княжеств возникло отдельное Мстиславское княжество.
В 1370-х Мстиславское княжество перешло под контроль литовских князей Гедиминовичей — первым князем из этой династии был брат Ягайло Каригайло (1377—1390), затем — его младший брат Лугвений (1390—1430), известный тем, что руководил тремя смоленскими полками (смоленским, оршанским и мстиславским) во время Грюнвальдской битвы. Мстиславское княжество было ликвидировано в 1520-е годах в связи с русско-литовскими войнами и отсутствием наследников. Последний мстиславский князь Михаил заключил мир с Россией и после того, как Литва одержала победу под Оршей (1514), был вынужден бежать в Москву. Княжество же отошло к Литве.
После смерти матери князя Юлианы в 1527 году Мстиславское княжество стало староством. В 1529 году вместо староства было образовано Мстиславское наместничество, а в 1566 году в результате административно-территориальной реформы Сигизмунда Августа было образовано Мстиславское воеводство.

## В составе Речи Посполитой
После Люблинской унии 1569 года воевода мстиславский и каштелян занимали довольно низкое положение в сенате Речи Посполитой. По порядку старшинства воевода сидел за воеводой хелмнинским и перед мальборкским. Каштелян же сидел после хелмнинского каштеляна и перед эльблонгским.
В отличие от многих других воеводств, Мстиславское воеводство не делилось на более мелкие административные единицы — поветы — и поэтому имело одну группу земских служащих и выбирало двух послов на сейм и двух депутатов в Литовский трибунал (по одному на весеннюю и осеннюю сессии). Градское староство, а затем и гродский суд находились в Мстиславле, где также размещался земский суд, проходили сеймики и переписи посполитого рушения.
Гербом воеводства была литовская «Погоня» в красном поле. Воеводская хоругвь имела жёлтый цвет, а воеводский мундир состоял из гранатового контуша с серебряными отворотами и соломенно-жёлтого жупана.
Мстиславль был важной крепостью, расположенной недалеко от границы, и быстро развивавшимся городом. Кроме имений средней шляхты, в воеводстве было много околичной шляхты, происходившей из мстиславских бояр, которые в XV—XVI веках были вёрстаны деревнями за их заслуги в войнах с крестоносцами и с Россией. До XX века сохранились имения полонизованной околичной шляхты: Петровичей, Петражицких, Климовичей, Курков, Дубейковских, Кшичевских.
В 1601 году всё православное духовенство воеводства перешло в униатство. Первый католический приход в регионе появился в начале XVII века в Мстиславле. В 1634 году Владислав IV разрешил создать единственную в то время в Белоруссии православную епархию с центром в Могилёве.
В середине XVII века в воеводстве насчитывалось 13 769 крестьянских хозяйств и 110 152 жителя. Воеводство не обошли стороной продолжительные войны середины XVII века. Особенно опустошительным стал 1654 год. Российские войска под командованием воеводы Трубецкого взяли Мстиславль и расправились над населением большого тридцатитысячного города. Из тех, кто заранее не бежал оттуда, 15 000 человек погибло, а в живых осталось около 700 жителей. С тех пор жителей Мстиславля называли «недосеками».
В 1772, в ходе первого раздела Речи Посполитой, воеводство было целиком присоединено к России и превращено в Мстиславскую провинцию Могилёвской губернии, а в 1775 году деление губерний страны на провинции было отменено. Как и в случае с другими утраченными воеводствами, король продолжал назначать чиновников воеводства до полного прекращения существования Речи Посполитой, а та часть шляхты, которая покинула воеводство, продолжала собирать сеймики и выбирать послов и депутатов.

## После разделов
В начале XX века территории Мстиславского воеводства соответствовали Климовичский уезд, бо́льшая часть Мстиславского, северо-восточная часть Чаусского и восток Чериковского уездов.
В 1918 возвращавшийся в Польшу I Польский корпус встретил на территории бывшего воеводства поддержку местного польского населения и защищал его от большевиков.
В 1924 году один из инициаторов белорусского национального возрождения Вацлав Ластовский оставил свидетельство, что белорусы на востоке Могилевской губернии продолжали называть себя литвинами: «наши люди до сих пор называют себя литвинами (например, на Черниговщине, на востоке Могилевщины и на Смоленщине)».».
```
Лингвист Иван Белькевич во второй половине 1920-х годов в окрестностях Мстиславля зафиксировал: «Наши западные соседи — литвины».
[
3
]
```

## Должностные лица
Сенаторские чины мстиславского воеводства не очень высоко стояли в порядке старшинства и поэтому не представляли интереса для амбициозных представителей крупнейших магнатских родов. В большинстве своём эти должности занимала местная аристократия — потомки литовских и русских князей — и даже представители средней шляхты. Также обстояло дело и со старостами. Земские чины, как и везде, занимала средняя шляхта, для которой они служили показателями положения в обществе.

### Мстиславские воеводы, каштеляны и старосты
| мстиславские воеводы | мстиславские воеводы        | мстиславские каштеляны | мстиславские каштеляны          | мстиславские старосты | мстиславские старосты          |
| -------------------- | --------------------------- | ---------------------- | ------------------------------- | --------------------- | ------------------------------ |
| 1566—1578            | Юрий Остик                  | 1566—1586              | Иван Соломерецкий               | 1527                  | Ян Глебович                    |
| 1578—1593            | Павел Пац                   | 1586—1588              | Станислав Нарушевич             | 1528                  | Ян Ильинич                     |
| 1593—1595            | Иероним Ходкевич            | 1588—1599              | Шимон Война                     | 1529                  | Юрий Зенович                   |
| 1595—1596            | Станислав Нарбут            | 1599—1603              | Сокол Война                     | 1535                  | Василий Полубинский            |
| 1596—1599            | Ян Янович Завиша            | 1603—1610              | Иван Мелешко                    | 1535                  | Ян Соломерецкий                |
| 1600—1605            | Пётр Дорогостайский         | 1610—1613              | Феодор Лукомский                | 1539                  | Юрий Зенович                   |
| 1605—1611            | Андрей Сапега               | 1613—1620              | Константин Головчинский         | 1547                  | Ян Глебович                    |
| 1611—1614            | Ян Евстафий Тышкевич        | 1620—1621              | Шимон Самуил Сангушко           | 1551—1555             | Ян Полубинский                 |
| 1614—1617            | Александр Головчинский      | 1622—1625              | Кшиштоф Друцкой-Соколинский     | 1566—1571             | Ян Соломерецкий                |
| 1617—1621            | Мартин Гедройц              | 1625—1633              | Константин Полубинский          | 1593—1607             | Павел Пац                      |
| 1621—1626            | Януш Скумин-Тышкевич        | 1633—1639              | Ян Феликс Огинский              | 1611                  | Пётр Пац                       |
| 1627—1636            | Николай Кишка               | 1639—1643              | Николай Абрамович               | 1612                  | Ян Друцкий-Соколинский         |
| 1636—1639            | Кшиштоф Кишка               | 1643—1644              | Ян Каменский                    | 1615                  | Николай Францкевич-Радиминский |
| 1639—1643            | Юзеф Корсак                 | 1644—1646              | Богдан Стеткевич                | 1623—1626             | Христофор Стефан Сапега        |
| 1643—1647            | Николай Абрамович           | 1646—1649              | Ян Евстафий Коссаковский        | 1635—1641             | Юзеф Корсак                    |
| 1647—1650            | Фредерик Сапега             | 1653—1655              | Христофор Цехановецкий          | 1641—1650             | Януш Радзивилл                 |
| 1650—1659            | Григорий Друцкой-Горский    | 1655—1662              | Ян Антоний Друцкой-Соколинский  | 1651                  | Гедеон Тризна                  |
| 1659—1672            | Николай Цехановецкий        | 1662—1666              | Станислав Белозор               | 1653                  | Кшиштоф Цехановецкий           |
| 1672—1681            | Ян Огинский                 | 1667—1702              | Павел Рышковский                | 1658—1671             | Николай Цехановецкий           |
| 1681—1685            | Шимон Кароль Огинский       | 1703                   | Мартиан Карл Огинский           | 1674—1680             | Ян Огинский                    |
| 1685—1698            | Александр Ян Мосевич        | 1703—1715              | Михаил Каминский                | 1681—1697             | Лев Казимир Огинский           |
| 1698—1713            | Михаил Довмонт Сесицкий     | 1715—1722              | Константин Бенедикт Бжостовский | 1701—1705             | Михаил Богуслав Котелл         |
| 1714—1730            | Ян Тизенгауз                | 1722—1730              | Христофор Доминик Пузына        | 1706                  | Григорий Антоний Огинский      |
| 1730—1731            | Кшиштоф Доминик Пузына      | 1730—1738              | Самуил Лазовый                  | 1710                  | Богуслав Котелл                |
| 1732                 | Юрий Станислав Сапега       | 1738—1740              | Станислав Ежи Огинский          | 1716                  | Николай Сапега                 |
| 1735                 | Казимир Несёловский         | 1740—1744              | Юзеф Щит-Немирович              | 1717—1719             | Казимир Огинский               |
| 1735—1737            | Казимир Хлусевич            | 1746—1752              | Антоний Михаил Пузына           | 1719—1729             | Ян Казимир Лендорф             |
| 1737—1742            | Михаил Юзеф Масальский      | 1752—1761              | Ян Забелло                      | 1731—1733             | Феликс Цехановецкий            |
| 1742—1750            | Ежи Фелициан Сапега         | 1761—1775              | Юзеф Тышкевич                   | 1734—1738             | Александр Волович              |
| 1750—1758            | Игнацы Сапега               | 1775—1783              | Станислав Тышкевич              | 1738—1747             | Никодим Цехановецкий           |
| 1758—1770            | Константы Людвик Плятер     | 1783—1786              | Фаддей Биллевич                 | 1749—1757             | Кшиштоф Волович                |
| 1770—1786            | Юзеф Юрий Гильзен           | 1786—1792              | Юзеф Храповицкий                | 1757                  | Михаил Антоний Сапега          |
| 1786—1788            | Тадеуш Биллевич             | 1792                   | Игнатий Дашкевич                | 1757—1767             | Николай Тадеуш Лопатинский     |
| 1788                 | Франциск Ксаверий Хоминский |                        |                                 | 1767—1772             | Ян Никодим Лопатинский         |